# Paul Freiburghaus

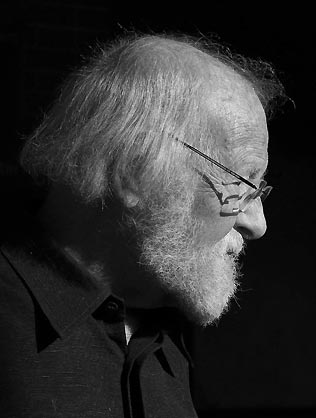
Paul Freiburghaus an der Vernissage seiner Ausstellung am 9. Oktober 2016 in Steffisburg, Foto: Thomas Seilnacht

Paul Freiburghaus (* 8. Juli 1932 in Mühleberg; † 24. Juli 2017 in Oberdiessbach) war ein Schweizer Maler, Radierer, Plastiker und Zeichenlehrer.

## Leben
Paul Freiburghaus wuchs am Stadtrand von Bern auf. Er kam durch den Bruder seines Grossvaters, Walter Enholtz, zum ersten Mal in Kontakt mit der Malerei. Der Grossonkel führte ihn in die Basler Museen und zeigte ihm die Werke von Arnold Böcklin und anderer Maler. Schon damals reifte in ihm der Entschluss, Maler zu werden. Am Lehrerseminar in Hofwil-Bern hatte er Unterricht bei Fred Stauffer. Danach unterrichtete er von 1952 bis 1957 als Lehrer an der Bergschule Feutersoey. 1955 erfolgte die Heirat mit Verena Ryser. Bei einem kürzeren Aufenthalt in Paris war er Schüler an der Akademie von André Lothe. Danach studierte Freiburghaus an der Universität Bern und an der Kunstgewerbeschule Bern. Er erwarb 1960 das Zeichenlehrerdiplom. Bis 1994 arbeitete er als hauptamtlicher Zeichenlehrer am Lehrerinnenseminar Thun. 1961 baute er sein Atelierhaus in Oberdiessbach, in das die Familie Freiburghaus mit ihren drei Söhnen zog. 1970 kam eine Tochter zur Welt. Im gleichen Jahr wurde Paul Freiburghaus Mitglied der GSMBA.
Freiburghaus war mit dem Radierer und Maler Fritz Eduard Pauli freundschaftlich verbunden. Nach dessen Tod gab er das graphische Werk Paulis heraus. Diese Arbeit benötigte insgesamt zwölf Jahre. Nach dem Tod des Bildhauers Paul Otto Roth war Freiburghaus Mitbegründer der «Stiftung Paul Roth».
Von 1989 bis 1994 leitete Freiburghaus das Tiefdruckatelier an der Schule für Gestaltung in Bern. 2007 erschien die Monografie Paul Freiburghaus von Fred Zaugg im Stämpfli-Verlag. 2013 wurden elf seiner Werke an der 19. Kunstausstellung in Trubschachen gezeigt. Freiburghaus starb im Juli 2017, wenige Wochen nach seiner letzten Ausstellung in der Galerie Heubühne in Oberdiessbach.

## Werk
Freiburghaus ist vor allem durch seine zahlreichen Radierungen und durch Gemälde mit farbigen Blumenlandschaften bekannt geworden. Er liess sich nach eigener Aussage beim Malen immer «vom Erlebnis Natur» leiten. Gelb war für ihn als Farbe des Lichts eine wichtige Farbe, viele seiner Blumenlandschaften sind in starkem Gelb gehalten. Typisch sind Gemälde wie Grosse Landschaft (1984), das im Katalog zur Ausstellung in Trubschachen 2013 abgebildete Werk Gelb IV oder das Titelbild zur Ausstellung 2014 im Bärensaal Oberdiessbach mit dem schlichten Titel Rot. Unverkennbar sind die Bäume im Werk von Freiburghaus, ein Beispiel dafür ist die Radierung Liebesbaum aus dem Jahr 1975.

## Ausstellungen (Auswahl)
- 1964: Hardkeller, Bern
- 1965: Galerie Aarequai, Thun (auch 1977)
- 1970: Zähringer, Bern (auch 1975, 1981, 1983, 1987, 1995)
- 1978: Bad Homburg bei Frankfurt
- 1986: Kunstsammlung Steffisburg, mit Paul Roth posthum
- 1990: Kunstverein, Langnau
- 1991: Gemeindesaal, Langenthal, mit Fred Baumann und Jürg Maurer
- 1992: Wengihof, Zürich
- 1996: Ramseier & Kaelin, Bern (auch 1998, 2004)
- 1998: Hondrich (auch 1999)
- 2001: Stadthaus Unterseen (mit Söhnen u. a.)
- 2004: Stiftung Eggenschwiler, Eriswil
- 2013: 19. Kunstausstellung Trubschachen
- 2015: Galerie QUER, Bern
- 2014: Bärensaal, Oberdiessbach
- 2016: Kunstsammlung Hans & Marlis Suter im Höchhus Steffisburg, Paul Freiburghaus und Bruno Wurster
- 2017: Galerie Heubühne, Oberdiessbach (letzte Ausstellung zu Lebzeiten, auch 1977, 1988, 1994, 2000)